# Handler Ridge
Handler Ridge ist ein 16 km langer Gebirgskamm in den Victory Mountains im ostantarktischen Viktorialand. Er stellt die Wasserscheide zwischen dem Croll-Gletscher und dem oberen Abschnitt des Trafalgar-Gletschers dar.
Der United States Geological Survey kartierte ihn anhand eigener Vermessungen und Luftaufnahmen der United States Navy zwischen 1960 und 1964. Das Advisory Committee on Antarctic Names benannte ihn 1970 nach dem US-amerikanischen Biochemiker Philip Handler (1917–1981), Vorstand des National Science Board und Präsident der National Academy of Sciences.